# Libotyňský potok
Libotyňský potok je levostranný přítok řeky Blanice. Délka toku činí 14,8 km. Plocha povodí měří 40,3 km².

## Průběh toku
Pramení ve Vimperské vrchovině na severním svahu Bělče (923 m n. m.), u Libotyně v nadmořské výšce 825 m. Po celé své délce teče převážně východním směrem. Protéká přes Vlachovo Březí, Budkov a Žíchovec. Do Blanice ústí u Strunkovic nad Blanicí v nadmořské výšce 450 m.

### Větší přítoky
Libotyňský potok má dva větší přítoky. Nejprve nad Budkovem přijímá z pravé strany Chlumanský potok. Níže po proudu jej zleva posiluje Lipovický potok.

## Vodní režim
Průměrný průtok u ústí činí 0,20 m³/s.

## Mlýny
- Budkovský mlýn – Budkov, kulturní památka